# 우라카미야마자토촌
우라카미야마자토촌(浦上山里村)은 나가사키현 니시소노기군에 설치되었던 촌이다. 현재의 나가사키시에 해당한다.